# 스타트랙: 디 애니메이션 시리즈
《스타 트렉》(Star Trek: The Animated Series)은 《스타 트렉 시리즈》의 하나로, 미국에서 22회로 방영된 SF 애니메이션이다. 1973년 9월 8일부터 1974년 10월 12일까지 방영되었다. 《스타 트렉: 디 오리지널 시리즈》와 비교하기 위해 《스타 트렉: TAS》라고도 한다.